# Эвералдо
Эвералдо Маркес да Силва (порт.-браз. Everaldo Marques da Silva; 11 сентября 1944, Порту-Алегри — 28 октября 1974, Порту-Алегри) — бразильский футболист, левый защитник.

## Биография
Эвералдо Маркес да Сильва более известный как Эвералдо начал свою карьеру в 1957 году в молодёжном составе футбольного клуба «Гремио» из его родного города Порту-Алегри штата Риу-Гранди-ду-Сул. В 1964 году 20-летний Эвералдо попал в основную команду «Гремио», но в основе не закрепился и в 1965 году отправился в «Жувентуде» из города Кашиас-ду-Сул штата Риу-Гранди-ду-Сул. Год спустя Эвералдо вернулся в «Гремио» и стал неотъемлемым игроком обороны клуба, на протяжении 9 лет Эвералдо выступал за «Гремио» став четырёхкратным чемпионом штата Риу-Гранди-ду-Сул.
За национальную сборную Бразилии Эвералдо провёл 24 матча. Его дебют состоялся 25 июня 1967 года а матче против сборной Уругвая. Эвералдо был участником чемпионата мира 1970 года, на первенстве мира Эвералдо сыграл 5 матчей (провёл на поле 415 минут), в том числе и в финальном матче, в котором его сборная победила Италию со счётом 4:1, матч проходил на стадионе Ацтека при 107 тыс. зрителях 21 июня 1970 года. Последний матч за сборную Эвералдо провёл 26 апреля 1972 года против сборной Парагвая.
27 октября 1974 года 30-летний Эвералдо возвращался из поездки, близ города Санта-Крус-ду-Сул его автомобиль попал в автокатастрофу, спустя сутки, 28 октября Эвералдо Маркес да Сильва скончался от полученных травм.

## Интересный факт
Эвералдо удостоен звезды на эмблеме «Гремио». Согласно статье № 111 клуба «Гремио», символ «Гремио» имеет три звезды:
- 1 — Золотая звезда олицетворяет игрока «Гремио» и чемпиона мира Эвералдо.
- 2 — Серебряная звезда обозначает победу в Межконтинентальном кубке.
- 3 — Бронзовая звезда обозначает региональные и национальные звания[3].

## Достижения
Клубные:
- Чемпион штата Риу-Гранди-ду-Сул: 1964, 1966, 1967, 1968
- Обладатель кубка Рио-Бранко: 1967
- Обладатель кубка Атлантики: 1971
- Победитель турнира Верро: 1971

Национальные:
- Чемпион мира 1970 года
- Обладатель кубка Рока: 1971

Личные:
- Лучший защитник Бразилии 1970 года
- Обладатель «Серебряного мяча» 1970. (приз Placar)